# Богдан Т701
Богдан Т701 — 12-ти метровий низькопідлоговий тролейбус з несучим кузовом вагонного компонування, що випускається з 2010 року Луцьким автомобільним заводом.

## Опис
Кузов тролейбуса уніфіковано з автобусом А70110; обшивка кузова тролейбуса виготовлена з високоміцної оцинкованої сталі, і повністю покрита антикорозійними емалями, усі тролейбуси Богдан, у тому числі Т701 мають таку перевагу, як надійність і довговічність кузова і ресурс роботи не менше ніж 15 років. Кузов є тримальним, тобто, вже наявний готовий «кістяк» тролейбуса, готовий кузов, на який кріпляться усі агрегати та елементи.

## Модифікації

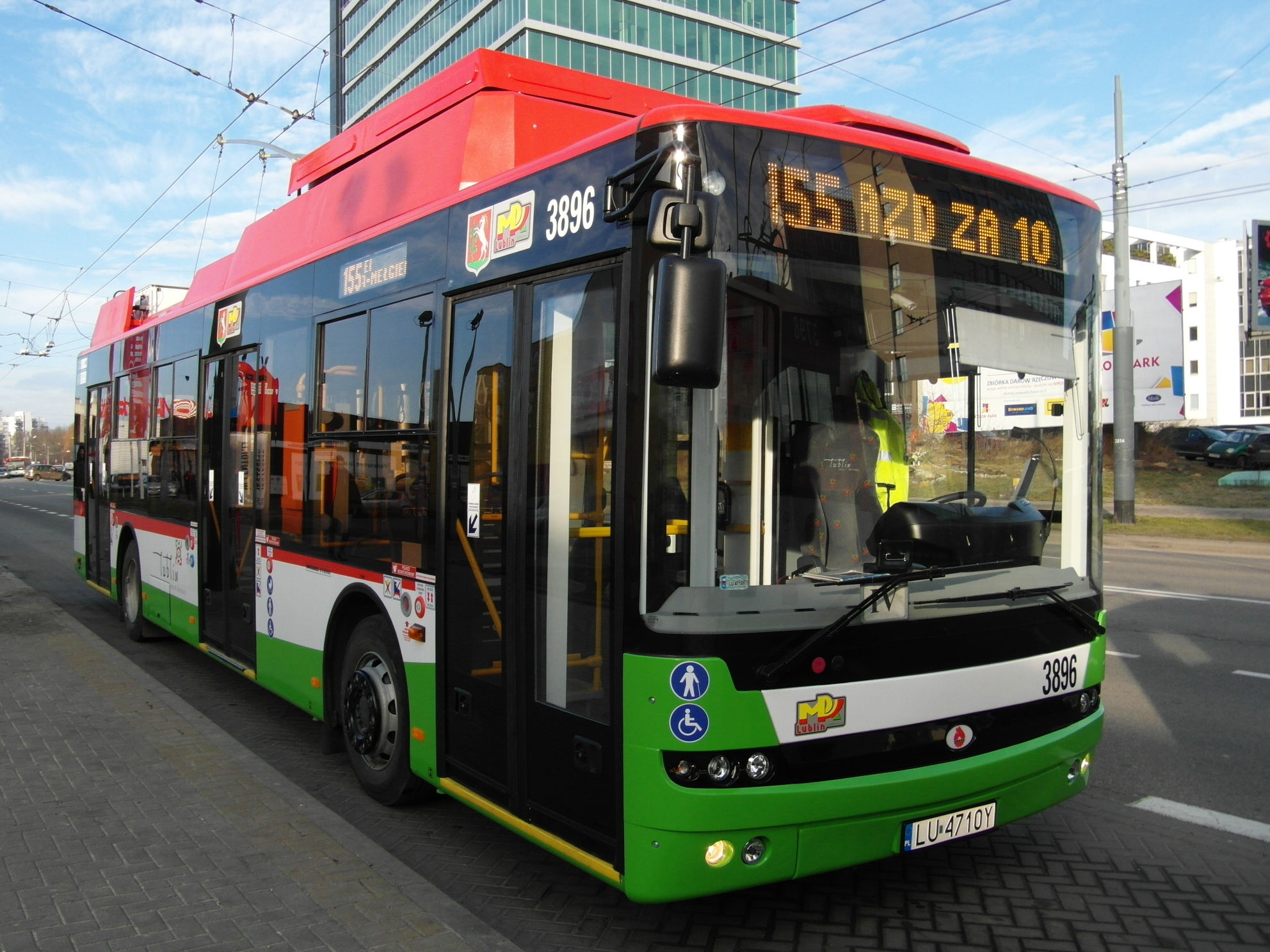
Тролейбус Ursus Т70116 у Любліні

- Богдан Т70110 — з двигуном постійного струму ЕД139АУ2 та тяговим перетворювачем (з рекуперацією) Cegelec TV Progress CDC. Випускалася впродовж 2010—2013 років.
- Богдан Т70115 — з асинхронним двигуном TAM 1050C6 і тяговим перетворювачем Cegelec Europulse, випускався у 2010-2011 роках для АР Крим.
- Богдан Т70115АС — з асинхронним двигуном TAM 1050C6 і тяговим перетворювачем Cegelec Europulse, випущений у 2010 році на заводі Ekova Electric у місті Острава. Після кількох випробувань у Чехії та Литві не експлуатується. У 2018 році виставлений на продаж[2].
- Ursus (Богдан) Т70116 — з асинхронним двигуном ЕМІТ і тяговим перетворювачем Cegelec Europulse спільного виробництва Ursus S.A. і Богдан Моторс, випускався  у 2013—2015 роках для міста Люблін.
- Богдан Т70117 — з асинхронним двигуном ДТА-2У1 ПЕМЗ, Росія (до 2018 року), АД903У1 ДП «Електроважмаш», Харків (з 2018 року) або 6ДТА, Латвія (з 2020 року) та тяговим перетворювачем фірми "Чергос", Росія (до 2018 року) або "Політехносервіс", Бровари (з 2018 року).
- Богдан Т70118 — з асинхронним двигуном ДТА-2У1 і тяговим перетворювачем Cegelec Europulse, виготовлено 1 тролейбус у 2013 році. У 2014 році передано у Вінницю як модель Т70117, хоча обладнання змін не зазнало.
- Богдан Т70120 — нереалізовано модифікація з двома дверима[3].

## Експлуатація
| Країна  | Місто        | Підприємство, що експлуатує                | Модель                             | Роки поставок         | Кількість, шт. | Бортові номери                                    |
| Україна | Київ         | КП «Київпастранс»                          | Богдан Т70110, Т70117              | 2011—2013, 2017—2018  | 118 (97+21)    | 1351—1384 1388—1394 2351—2376 3351—3397 4401—4404 |
| Україна | Крим         | КРВП «Кримтролейбус»                       | Богдан Т70110, Т70115              | 2010—2011             | 82 (52+30)     | 4401—4406 4300—4348 8300—8304 8400—8423           |
| Україна | Харків       | Тролейбусне депо № 2 Тролейбусне депо № 3  | Богдан Т70117                      | 2019—2021             | 84             | 2601—2657 3601—3627                               |
| Україна | Вінниця      | КП «Вінницька транспортна компанія»        | Богдан Т70117                      | 2014                  | 40             | 001—040                                           |
| Польща  | Люблін       | MPK Lublin Sp. z o.o.                      | Ursus Т70116                       | 2013—2015             | 38             | 3894—3931                                         |
| Україна | Кременчук    | КП «Кременчуцьке тролейбусне управління»   | Богдан Т70117                      | 2016, 2018            | 36             | 006-040, 210                                      |
| Україна | Хмельницький | КП «Електротранс»                          | Богдан Т70117                      | 2015—2019             | 31             | 014—044                                           |
| Україна | Полтава      | КП «Полтаваелектроавтотранс»               | Богдан Т70110, Т70117              | 2011, 2016—2017, 2020 | 55 (10+5+40)   | 117—171                                           |
| Україна | Суми         | КП СМР «Електроавтотранс»                  | Богдан Т70117                      | 2015, 2019, 2021      | 25             | 050—065 082—100                                   |
| Україна | Одеса        | КП «Одесміськелектротранс»                 | Богдан Т70117                      | 2016—2017             | 10             | 4020—4029                                         |
| Україна | Херсон       | КП «Херсонелектротранс»                    | Богдан Т70117                      | 2017, 2019            | 8              | 493—500                                           |
| Україна | Черкаси      | КП «Черкасиелектротранс»                   | Богдан Т70117                      | 2015—2016             | 8              | 377—384                                           |
| Україна | Луцьк        | КП «Луцьке підприємство електротранспорту» | Богдан Т70117                      | 2020—2022             | 29             | 001—029                                           |
| Росія   | Видне        | МУП «Виднівський тролейбусний парк»        | TMG-7207 «Comfort» (Богдан Т70117) | 2014                  | 1              | 26                                                |
| Разом:  | Разом:       | Разом:                                     | Разом:                             | Разом:                | 533            |                                                   |

## Галерея

Тролейбуси Богдан Т701
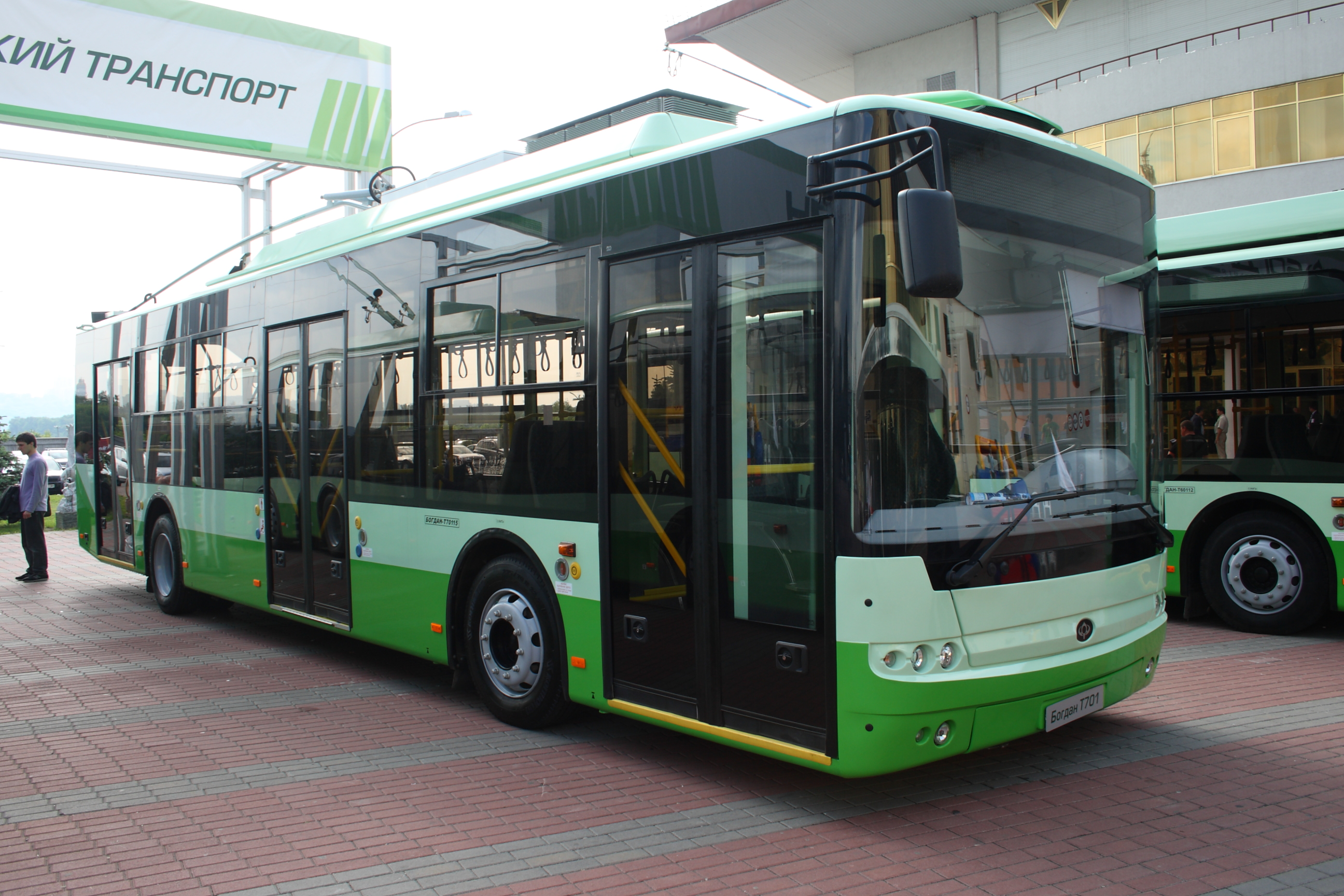
Богдан Т70115 на виставці SIA-2010
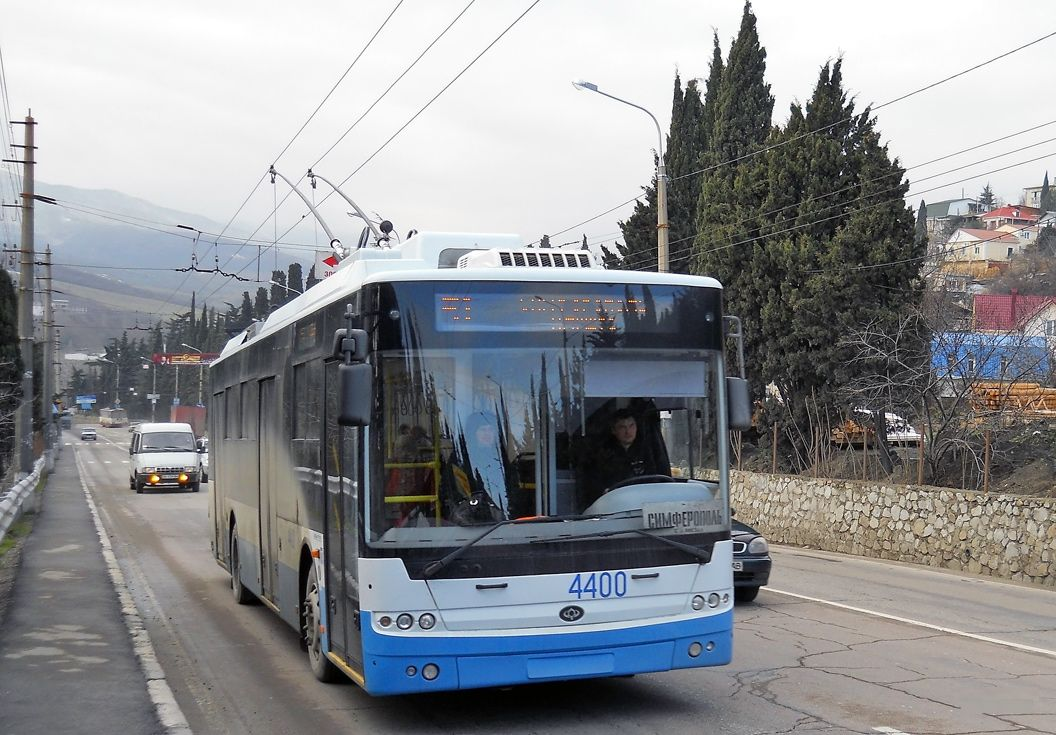
Богдан Т70115 в Алушті
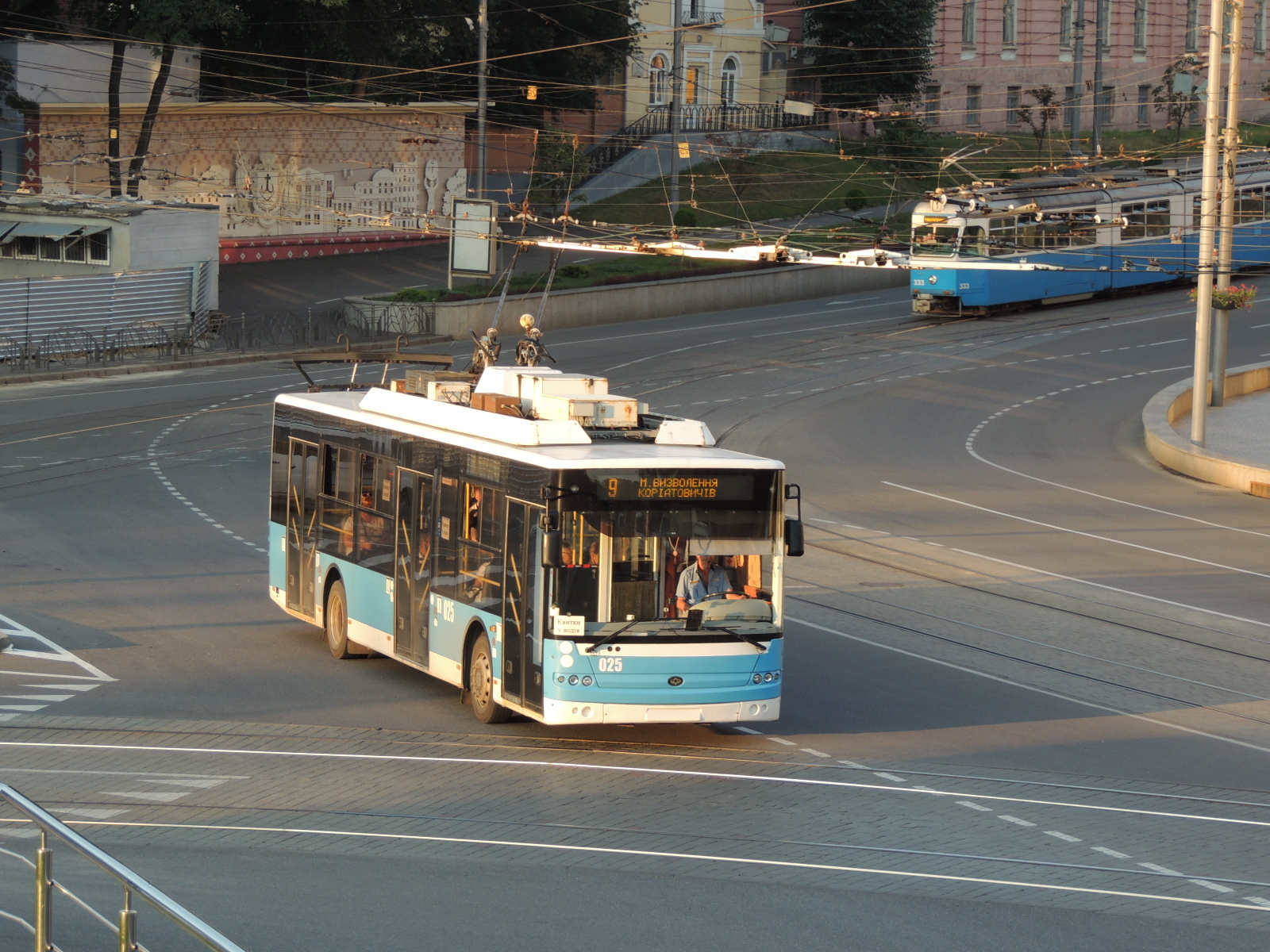
Богдан Т70117 у Вінниці
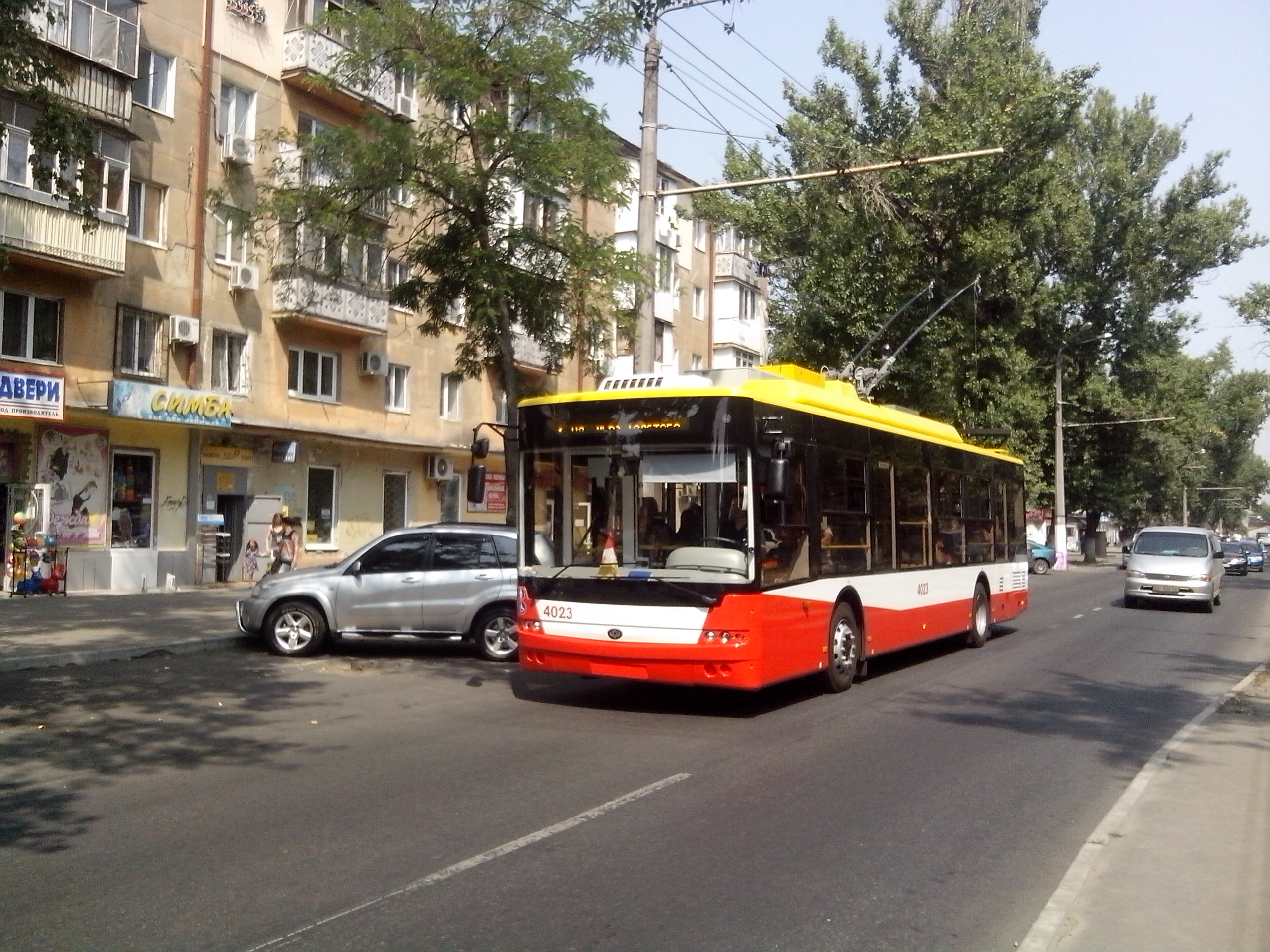
Богдан Т70117 в Одесі